# Cyllène du caryer
Megacyllene caryae
Espèce
Synonymes
- Arhopalus pictus (Drury, 1773)[2]
- Clytus pictus (Drury, 1773)[2]
- Cyllene caryae Gahan, 1908[2]
- Cyllene picta (Drury, 1773)[2]
- Cyllene pictus (Drury, 1773)[2]
- Megacyllene pictus (Drury, 1773)[2]

Le Cyllène du caryer, Megacyllene caryae, est une espèce d'insectes coléoptères de la famille des cérambycidés, présente dans l'Est des États-Unis, mais également à Hiva Oa, îles Marquises, Polynésie française. Il a été décrit par Gahan en 1908.

## Noms vernaculaires
En anglais, Megacyllene caryae porte les noms communs de Hickory borer ou Painted hickory borer.

## Étymologie
Son nom spécifique, caryae, ainsi que son nom vernaculaire français, font référence au genre botanique Carya, des arbres à feuilles composées caduques comprenant une vingtaine d'espèces dont une douzaine sont originaires d'Amérique du Nord, les autres étant d'Asie.

## Confusion
Le Cyllène du caryer se distingue du Cyllène du robinier (Megacyllene robiniae') par son scutellum orné d'un chevron (tache en forme de « V »), flanquée d'un trait de chaque côté et par ses pattes de couleur rougeâtre.